# Улица Кропивницкого (Киев)
У́лица Кропивни́цкого (укр. ву́лиця Кропивни́цького) — улица в Печерском районе города Киева, местности Бессарабка, Липки. Пролегает от Крутого спуска до конца застройки.

## История
Улица возникла в 1-й трети XX века под названием Новый переулок. В 1938—1958 годах имела название Милицейский переулок. Современное название в честь актёра М. Л. Кропивницкого — с 1958 года. До середины 1970-х годов пролегала до Шелковичной улицы (укорочена в связи со сносом старой застройки).
В 1944—1958 годах название в честь М. Л. Кропивницкого имела нынешняя улица Салавата Юлаева в местности Мышеловка.

## Застройка
В застройке улицы объединены несколько эпох и стилей. Дома № 4, 6 и 14 — жилые дома начала XX века, дома № 1, 3, 12, 16 и 18 возведены в 1950-х годах («сталинки»). Дома № 8, 10 представляют собой типовой пример современной элитной многоэтажной застройки Киева. На месте дома номер 8 кВ 5 раньше была одноэтажная постройка и рядом вплотную прилегал 2 этажный дом под номером 10, которые снесли в конце 80 х годов прошлого века.

## Важные учреждения
- Отделение связи № 4 (дом № 12)